# Philippe Van den Bulck
Philippe Van den Bulck is een Belgische kok met een sterke affiniteit voor vegetarische bereidingen. Hij verwierf bekendheid door zijn kookprogramma's op televisiezender Njam!. Hij is ook auteur van verschillende culinaire boeken.

## Carrière
Hij groeide op in de Mechelse groentestreek met honderden tuinders en vlak bij de Mechelse Veilingen. 
Na school gevolgd te hebben op Stella Maris te Merksem vertrok Philippe Van den Bulck van 1993 tot 2010 naar Hotelschool Ter Duinen in Koksijde. Zijn eerste ervaringen deed hij op bij onder meer El Bulli in Rosas, Catalonië, in 1997 bij Louis XV in Monaco, vanaf midden 1999 een jaar in Le Cirque 2000 in New York en ook nog in Maison Bru van Wout Bru in Eygalières.
In 2003 startte hij zijn Kookotheek waarmee hij de trend naar thuiskoken voor chefs mee in gang trok. 
Hij was van midden 2010 tot 2015 zaakvoerder van de Antwerpse vennootschap Okkernoot met als handelsbenaming Organia.
In 2011 gaf hij het boek Verrassend veggie uit met 192 pagina's aan vegetarische gerechten en hij is ook auteur van Koken met Philippe - Koken met gevoel.
Philippe Van den Bulck is actief bij het magazine Culinaire AMBIANCE en hij is tevens culinair adviseur voor het vegetarische tijdschrift EVA - Ethical Vegetarian Alternative.

## In populaire cultuur
- Philippe Van den Bulck was tv-chef bij Njam! waar hij meerdere seizoenen van het programma Veggie! met vegetarische gerechten presenteerde.
- Hij was in 2012 ook kok van dienst in een aflevering van de VTM productie Vrienden van de Smaak op locatie in Hof ter Linden in Antwerpen (Edegem).[1]